# Tousson
 Tousson  es una comuna y población de Francia, en la región de Isla de Francia, departamento de Sena y Marne, en el distrito de Fontainebleau y cantón de La Chapelle-la-Reine.
No está integrada en ninguna Communauté de communes u organismo similar.

## Demografía
| 445 | 494 | 484 | 449 | 520 | 500 | 500 | 493 | 501 | 521 | 493 | 492 | 479 | 486 | 483 | 506 | 505 | 514 | 504 | 515 | 451 | 477 | 489 | 478 | 462 | 409 | 370 | 353 | 302 | 292 | 334 | 378 | 390 |
| Para los censos de 1962 a 1999 la población legal corresponde a la población sin duplicidades (Fuente: INSEE [Consultar]) |     |     |     |     |     |     |     |     |     |     |     |     |     |     |     |     |     |     |     |     |     |     |     |     |     |     |     |     |     |     |     |     |